# Мэйфейрские ведьмы (сериал)
«Мэйфейрские ведьмы» (англ. Mayfair Witches) — американский сериал, который транслировали на AMC, экранизация серии романов Энн Райс. Главные роли в нём сыграли Александра Даддарио и Гарри Хэмлин. Показ первого сезона начался 5 января 2023 года, показ второго — 5 января 2025 года.

## Сюжет
Литературной основой сценария стала серия мистических романов американской писательницы Энн Райс, рассказывающих о семье ведьм Мэйфейр. Эта семья живёт в Новом Орлеане, её благосостояние зависит от связи со сверхъестественным существом по имени Лэшер. За жизнью Мэйфейров следят, не вмешиваясь, члены общества «Таламаска».

## В ролях
- Александра Даддарио — доктор Роуэн Мэйфейр, нейрохирург, которая узнаёт, что она наследница династии Мэйфейр.
- Гарри Хэмлин — Кортланд Мэйфейр, влиятельный представитель семейства Мэйфейр, дядя Дейрдре
- Тонгай Чириса — Киприен Грив, эмпат и агент тайного общества «Таламаска», приставленный к Роуэн
- Джек Хьюстон — Лэшер, могущественная сущность, которая веками была связана с ведьмами Мэйфэйр
- Бен Фельдман — Сэм Ларкин (Ларк), бывший парень Роуэн, генеральный директор генетической компании
- Алисса Джиррелс — Мойра Мэйфейр, двоюродная сестра Роуэна, обладающая способностью читать мысли
- Бет Грант — Карлотта Мэйфейр, суровая и властная тетя Дейрдре и сестра Кортланда
- Аннабет Гиш — Дейрдре Мэйфейр, биологическая мать Роуэн, имеющая связь с Лэшером
- Джен Ричардс — Джозефина (Джоджо) Мэйфейр, дочь Кортланда
- Джеральдин Сингер — Милли Мэйфейр, вторая сестра Кортланда
- Ханна Эллин — целительница из шотландского города Доннелейт в 1681 году и прародительница ведьм Мэйфэйр
- Рави Найду — Самир, начальник Киприена в «Таламаске»
- Киара Миллинер — Одетта Грив, сестра Киприена
- Деннис Буцикарис — Альбрехт, местный лидер «Таламаски»
- Шарлейн Вудард — Долли Джин Мэйфейр, двоюродная сестра Кортланда
- Сулека Мэтью — Арджуна, целитель из «Таламаски»
- Тед Левайн — Жюльен Мэйфейр, отец Кортланда и Карлотты
- Мариана Новак — Полина Вилкова агент тайного общества «Таламаска»

## Создание и оценки
В мае 2020 года стало известно, что телеканал AMC купил права на экранизацию книг Энн Райс при условии, что писательница и Кристофер Райс будут исполнительными продюсерами всех связанных с этим проектов. Райс так прокомментировала это событие: «Я всегда мечтала увидеть миры двух моих самых больших сериалов, объединённые под одной крышей, чтобы создатели фильма могли исследовать обширную и взаимосвязанную вселенную моих вампиров и ведьм. Эта мечта теперь стала реальностью благодаря одной из самых значительных и захватывающих сделок в моей долгой карьере».
В декабре 2021 года AMC заказала сериал «Мэйфейрские ведьмы» на восемь серий. Шоураннерами и исполнительными продюсерами стали Эста Сполдинг и Мишель Эшфорд. Главную роль в марте 2022 года получила Александра Даддарио. В том же месяце к касту присоединился Гарри Хэмлин, в апреле — Тонгайи Чирис, Аннабет Гиш, Бет Грант, Эрика Гимпел, Джен Ричардс. В мае Джек Хьюстон получил роль Лэшера. Съёмки начались в мае 2022 года в Новом Орлеане.
Премьера состоялась 5 января 2023 года. 3 февраля сериал был продлён на второй сезон, показ которого начался 5 января 2025 года.
Реакция критиков была прохладной. На сайте-агрегаторе отзывов Rotten Tomatoes первый сезон получил рейтинг 44 % при средней оценке 5,9 из 10, а второй сезон — 71 % при средней оценке 6,9 из 10. Обозреватель «Газета.ru» Елена Зархина, посмотрев пилотную серию, сочла, что сериалу «при многих достоинствах не хватает той самой крупицы магии»: по её мнению, сюжет неоправданно усложнён по сравнению с романом, диалоги неестественны, но благодаря атмосфере шоу может стать «приятным развлечением». Александр Плякин («Комсомольская правда») охарактеризовал «Мэйфейрских ведьм» как «„мыльную оперу“, лишь скрывающуюся под оболочкой мистического триллера».